# Melinda Endrefy

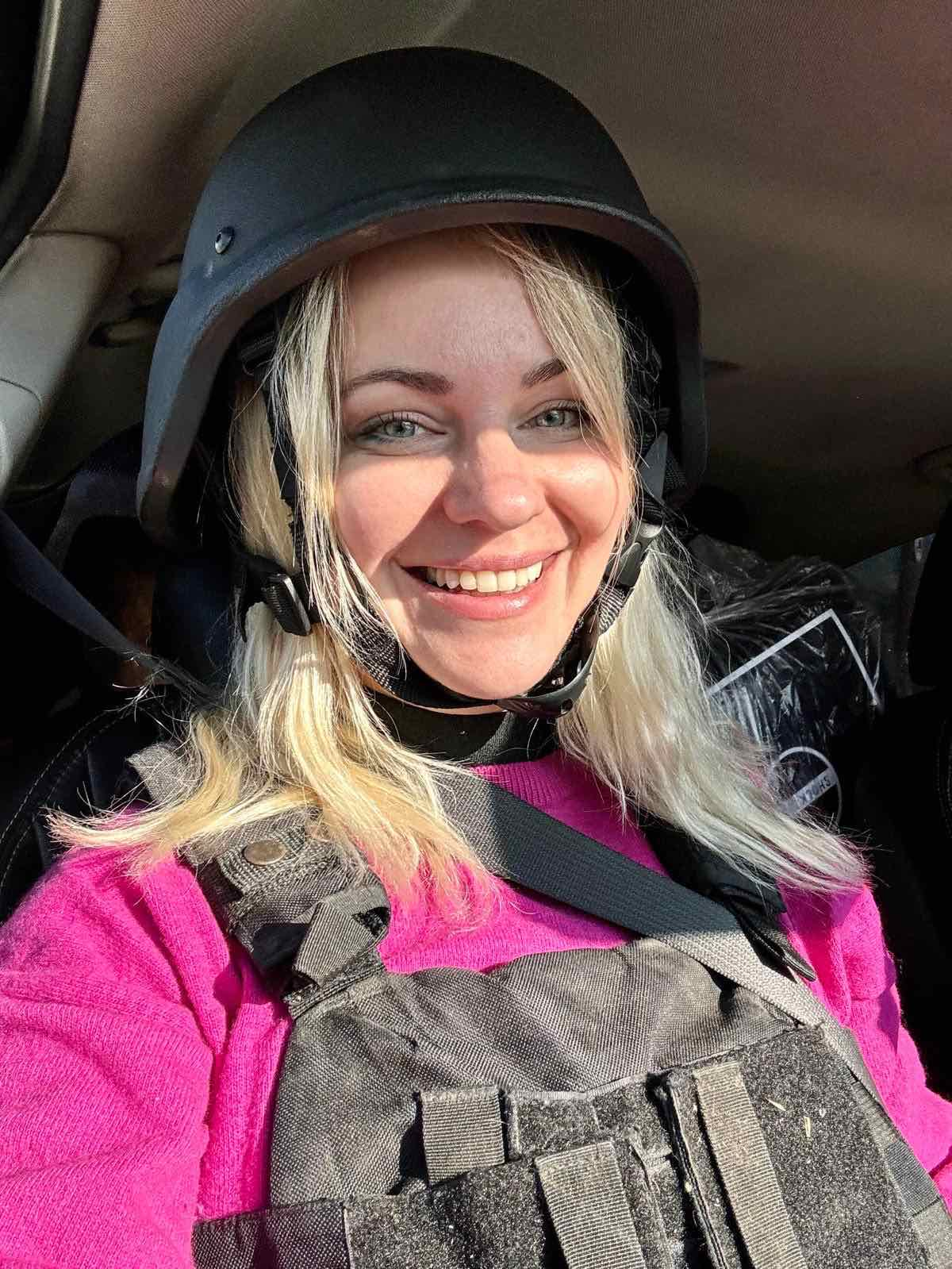
Melinda Endrefy, psihologă internațională, în timpul unei misiuni umanitare în estul Ucrainei, 2023

Melinda Endrefy este o psiholoagă de origine română‑spaniolă, specialistă în psihologia de urgență (emergency psychology), expertă umanitară internațională și formatoare în acordarea asistenței psihologice în situații de criză. Are peste 15 ani de experiență practică în zonele afectate de catastrofe din Spania, România, Turcia, Maroc și Ucraina.
Din 2022 coordonează misiuni umanitare în Ucraina, oferind training psihologilor, salvatorilor, cadrelor medicale și voluntarilor din regiunile de frontieră afectate de conflict.

## Educație
- Master în psihologia educației — Universitatea La Laguna, Spania
- Master în psihologia comunicării și tehnici de influență socială — Universitatea Titu Maiorescu, România
- Certificat Trainer of Trainers — emis de Guvernul României
- Doctorandă (PhD) în psihologia de urgență — Universitatea din Malaga, Spania
- Psiholoagă acreditată în sistemul de sănătate — Colegiul Psihologilor din Santa Cruz de Tenerife, Spania

## Activitate profesională
- Președintă a Asociației Mondiale de Psihologie de Urgență din Ucraina (World Association of Emergency Psychology in Ukraine – SEPADEM)
- Reprezentantă pentru Eurasia în International Federation of Emergency Psychology
- Expertă internațională în psihologia de urgență pentru Amurtel International (România, Ucraina, Turcia, Maroc)  [oai_citation:0‡amurtel.org](https://amurtel.org/about/?utm_source=chatgpt.com)
- Membră a grupului GIPEC (Intervenții psihologice în situații de urgență), Spania
- Coordonatoare a proiectului de psihologie de urgență HromadaHub în Ucraina

## Activitate în Ucraina
Melinda a condus numeroase sesiuni de formare în psihologia de criză la Kiev, Harkov, Vinița, Cernăuți, Dnipro și alte orașe, colaborând strâns cu serviciile de urgență DSNS și cu echipe profesorale sau voluntari — punând accent pe stabilitatea emoțională a copiilor traumatizați.
Potrivit articolului *Direct Relief "Emergency Psychology Earns Its Stripes in Ukraine War"* (iunie 2023), în timpul unei misiuni de formare desfășurate în Herson, peste 600 de participanți au trecut prin programul coordonat de Melinda Endrefy; ea este citată explicând modalități de evaluare și intervenție în situații traumatice.  [oai_citation:1‡CARE](https://www.care.org/news-and-stories/1-month-of-war-5-ways-women-and-girls-are-impacted-by-the-ukraine-conflict/?utm_source=chatgpt.com) [oai_citation:2‡Direct Relief](https://www.directrelief.org/2023/06/emergency-psychology-earns-its-stripes-in-ukraine-war/?utm_source=chatgpt.com)

## Prezență în media internațională
Informațiile despre activitatea ei au apărut în surse media și organizaționale din diferite țări:
- **Direct Relief International** (SUA) — menționată ca coordonatoare de psihologie de urgență și beneficiind de granturi pentru programe de formare în Ucraina  [oai_citation:3‡Facebook](https://www.facebook.com/amurtel.romania/videos/bring-immediate-relief-to-turkey/744325083684844/?utm_source=chatgpt.com)
- **ReliefWeb** (platformă ONU) — articol asupra importanței psihologiei de urgență în războiul din Ucraina  [oai_citation:4‡reliefweb.int](https://reliefweb.int/report/ukraine/direct-relief-delivers-1-billion-donated-medicine-and-medical-supplies-ukraine?utm_source=chatgpt.com)
- **AMURTEL România** — responsabilă de intervenții psihologice la graniță, inclusiv cu refugiați ucraineni; recunoscută în rapoarte oficiale  [oai_citation:5‡amurtel.org](https://amurtel.org/together-we-reached-6240-slavic-refugees/?utm_source=chatgpt.com) [oai_citation:6‡amurtel.ro](https://amurtel.ro/en/amurtel-offers-support-for-refugees-and-front-line-workers-at-the-border/?utm_source=chatgpt.com) [oai_citation:7‡amurtel.ro](https://amurtel.ro/en/supporting-the-resilience-of-front-line-mental-health-workers-in-ukraine/?utm_source=chatgpt.com)
- **Tenerife Weekly** (Spania) — articol dedicat profesionalismului ei ca psihologă din Tenerife care asistă copii refugiați (https://tenerifeweekly.com/2022/03/22/melinda-the-psychologist-from-tenerife-who-assists-refugee-children-on-the-border-with-ukraine/)
- **Charity Blog („Human kindness … Kherson”)** — relatări despre intervențiile cursanților din echipa coordonată de Melinda în zone afectate de inundații în Ucraina  [oai_citation:8‡Global Impact](https://charity.org/give-global-blog/human-kindness-outweighs-the-bad-in-flooded-kherson/?utm_source=chatgpt.com)

## Publicații literare
Domeniul activității sale umanitare apare în cartea „Fates, Tarot and War: A Journey Through Chaos” (2025) scrisă de Veronika Bogun, care include istoriile psihologilor din zonele de conflict, inclusiv contribuția substanțială a Melindei Endrefy.

## Relevanța enciclopedică
Melinda Endrefy ocupă un rol de conducere internațională în domeniul psihologiei de urgență, desfășurând amplă activitate științifică și umanitară efectivă în zone de conflict. Organizații precum HromadaHub și AMURTEL, susținute de granturi majore, confirmă impactul și recunoașterea profesională internațională a activității sale.